# Тёплое (Крым)
Тёплое (до 1948 года Чешмеджи́; укр. Тепле, крымскотат. Çeşmeci, Чешмеджи) — село в Симферопольском районе Республики Крым, входит в состав Перовского сельского поселения (согласно административно-территориальному делению Украины — Перовского сельского совета Автономной Республики Крым).

## Население
| 2001 | 2014 |
| ---- | ---- |
| 29   | ↘20  |

### Динамика численности
- 1926 год — 72 чел[9].
- 1989 год — 33 чел[10].
- 2001 год — 29 чел[11].
- 2009 год — 17 чел[12].
- 2014 год — 20 чел[13]

.

## Современное состояние
В Тёплом 2 улицы — Верхняя и Нижняя, площадь, занимаемая селом, 12,8 гектара, на которой в 13 дворах, по данным сельсовета, на 2009 год, числилось 17 жителей.

## География
Село Тёплое расположено в центре района, примерно в 11 километрах (по шоссе) (в 4 километрах от окраины города) к юго-востоку от Симферополя, в 1 километре (по шоссе 35-Н-558, по украинской классификации С-0-11366) к югу от шоссе 35-А-002 Симферополь — Алушта — Ялта, или М-18 украинской классификации, ближайшая железнодорожная станция Симферополь — примерно в 13 километрах. Село находится в горной части Крыма, в пределах Внутренней гряды Крымских гор, на левой стороне долины реки Салгир в верхнем течении, высота центра села над уровнем моря — 201 м. Соседние сёла: севернее, по балке ручья Чешмеджи, почти вплотную расположилось Андрусово, сразу за ним фактически сросшиеся сёла Пионерское и Ферсманово; в 2 км выше по ручью — Клиновка и в 1,5 км на запад — Украинка.

## История
Селение Чешмеджи (записано, как Чешмезы) впервые встречается в Камеральном Описании Крыма… 1784 года, судя по которому, в последний период Крымского ханства деревня входила в Салгирский кадылык Акмечетского каймаканства. В дальнейших документах Чешмеджи не упоминается, на военно-топографической карте генерал-майора Мухина 1817 года Чешмеджи обозначена как пустующая — видимо, запустение связано с эмиграциями татар в Турцию, последовавшими сразу после присоединения Крыма к России 8 февраля 1784 года.

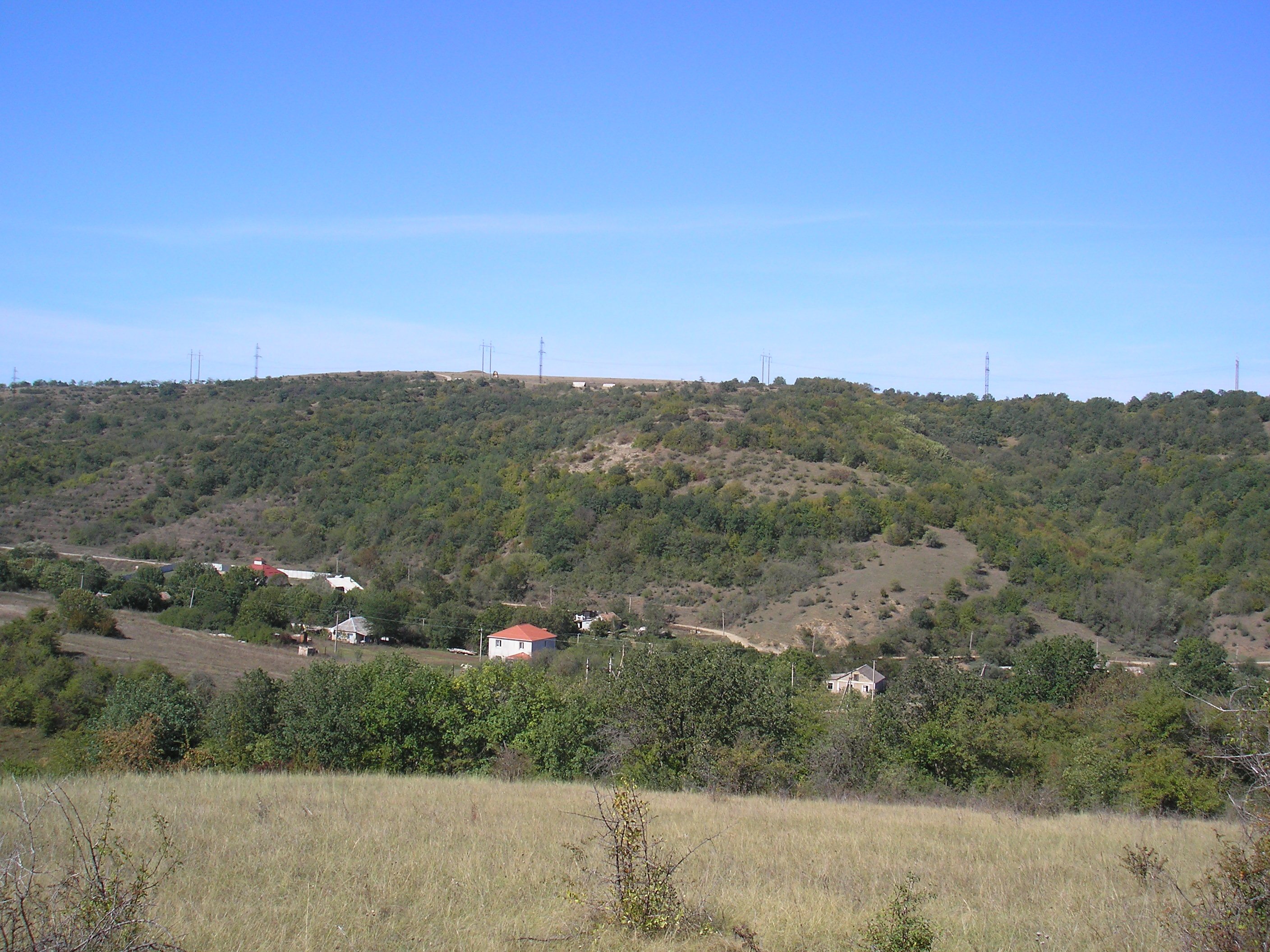

Следующее упоминание села Чешмеджи встречается на верстовой карте 1890 года, на которой в деревне обозначено 7 дворов с русским населением.
После установления в Крыму Советской власти, по постановлению Крымревкома от 8 января 1921 года была упразднена волостная система и село включили в состав вновь созданного Подгородне-Петровского района Симферопольского уезда, а в 1922 году уезды получили название округов. 11 октября 1923 года, согласно постановлению ВЦИК, в административное деление Крымской АССР были внесены изменения, в результате которых был ликвидирован Подгородне-Петровский район и образован Симферопольский и село включили в его состав. Согласно Списку населённых пунктов Крымской АССР по Всесоюзной переписи 17 декабря 1926 года, в селе Чешмеджи, Джалман-Кильбурунского сельсовета Симферопольского района, числилось 14 дворов, все крестьянские, население составляло 72 человека, из них 62 грека и 10 русских (на 1940 год — Джалманский сельсовет).
В 1944 году, после освобождения Крыма от фашистов, согласно Постановлению ГКО № 5984сс от 2 июня 1944 года крымские греки были депортированы в Среднюю Азию. 12 августа 1944 года было принято постановление № ГОКО-6372с «О переселении колхозников в районы Крыма» и в сентябре 1944 года в район приехали первые новосёлы (214 семей) из Винницкой области, а в начале 1950-х годов последовала вторая волна переселенцев из различных областей Украины. С 25 июня 1946 года Чешмеджи в составе Крымской области РСФСР. Указом Президиума Верховного Совета РСФСР от 18 мая 1948 года Чешмеджи было переименовано в деревню Тёплая. 26 апреля 1954 года Крымская область была передана из состава РСФСР в состав УССР. Время включения в состав Партизанского сельсовета пока не установлено: на 15 июня 1960 года Тёплое, как посёлок, уже числилось в его составе. Указом Президиума Верховного Совета УССР «Об укрупнении сельских районов Крымской области», от 30 декабря 1962 года Симферопольский район был упразднён и село присоединили к Бахчисарайскому. 1 января 1965 года, указом Президиума ВС УССР «О внесении изменений в административное районирование УССР — по Крымской области», вновь включили в состав Симферопольского. Решением облисполкома от 6 августа 1965 года Партизанский сельсовет был упразднён и объединён с Перовским, куда вошёл посёлок. По данным переписи 1989 года в селе проживало 33 человека. С 12 февраля 1991 года село в восстановленной Крымской АССР, 26 февраля 1992 года переименованной в Автономную Республику Крым. 11 сентября 2009 года, на основании решения Верховной Рады А. Р. Крым от 19 декабря 2007 года посёлок Тёплое был отнесён к категории сёл. С 21 марта 2014 года в составе Крыма аннексировано Россией.